# Emotive
Emotive är det tredje albumet av det amerikanska rockbandet A Perfect Circle. Det släpptes den 1 november 2004 (i USA dagen därpå) i samband med det amerikanska presidentvalet. Albumet innehåller 10 politiskt skrivna låtar av olika artister, bland andra John Lennon.

## Låtlista
1. "Annihilation" (Crucifix) - 2:13
2. "Imagine" (John Lennon) - 4:48
3. "Peace, Love and Understanding" (Nick Lowe) - 5:03
4. "What's Going On" (Marvin Gaye) - 4:53
5. "Passive" (Howerdel / Lohner / Keenan / Reznor) - 4:09
6. "Gimmie Gimmie Gimmie" (Black Flag) - 2:18
7. "People Are People" (Depeche Mode) - 3:43
8. "Freedom of Choice" (Devo) - 2:59
9. "Let's Have a War" (Fear) - 3:28
10. "Counting Bodies Like Sheep to the Rhythm of the War Drums" (Howerdel / Keenan) - 5:36
11. "When the Levee Breaks" (Memphis Minnie and Kansas Joe McCoy; Led Zeppelin) - 5:55
12. "Fiddle and the Drum" (Joni Mitchell) - 3:06

## Medverkande
- Charles Clouser - programmering
- Critter - engineer
- Steve Duda - digital ingenjör
- Joshua Eustis - trummor, ingenjör, Fender Rhodes, blandning
- Jason Freese - sax (baryton), sax (tenor)
- Steven R Gilmore - design, foto, skivomslag, affischdesign
- John Giustina - fotografi
- Billy Howerdel - bas, gitarr, piano, harmonium, keyboards, programmering, sång, producent, ingenjör, mixning, ombildning
- James Iha - gitarr, keyboards, programmering
- Maynard James Keenan - piano, arrangör, sång, exekutiv producent, ombildning
- Paz Lenchantin - piano, stråkar
- Danny Lohner - bas, gitarr, arrangör, keyboards, programmering, sång, producent, ingenjör, mixning, ombildning, instrumentering
- David Mattix - ljudtekniker
- Matt Mitchell - digital ingenjör
- Andy Wallace - mixning
- Jeordie Osborne White - bas
- Josh Freese - trummor

## Listplaceringar
Album
| År   | Lista               | Position |
| ---- | ------------------- | -------- |
| 2004 | The Billboard 200   | 2        |
| 2004 | Top Canadian Albums | 5        |
| 2004 | Top Internet Albums | 2        |

Singles
| År   | Singel    | Lista                  | Position |
| ---- | --------- | ---------------------- | -------- |
| 2004 | "Imagine" | Mainstream Rock Tracks | 26       |
| 2004 | "Imagine" | Modern Rock Tracks     | 26       |
| 2004 | "Passive" | Mainstream Rock Tracks | 14       |
| 2004 | "Passive" | Modern Rock Tracks     | 14       |